# Butte gazonnée

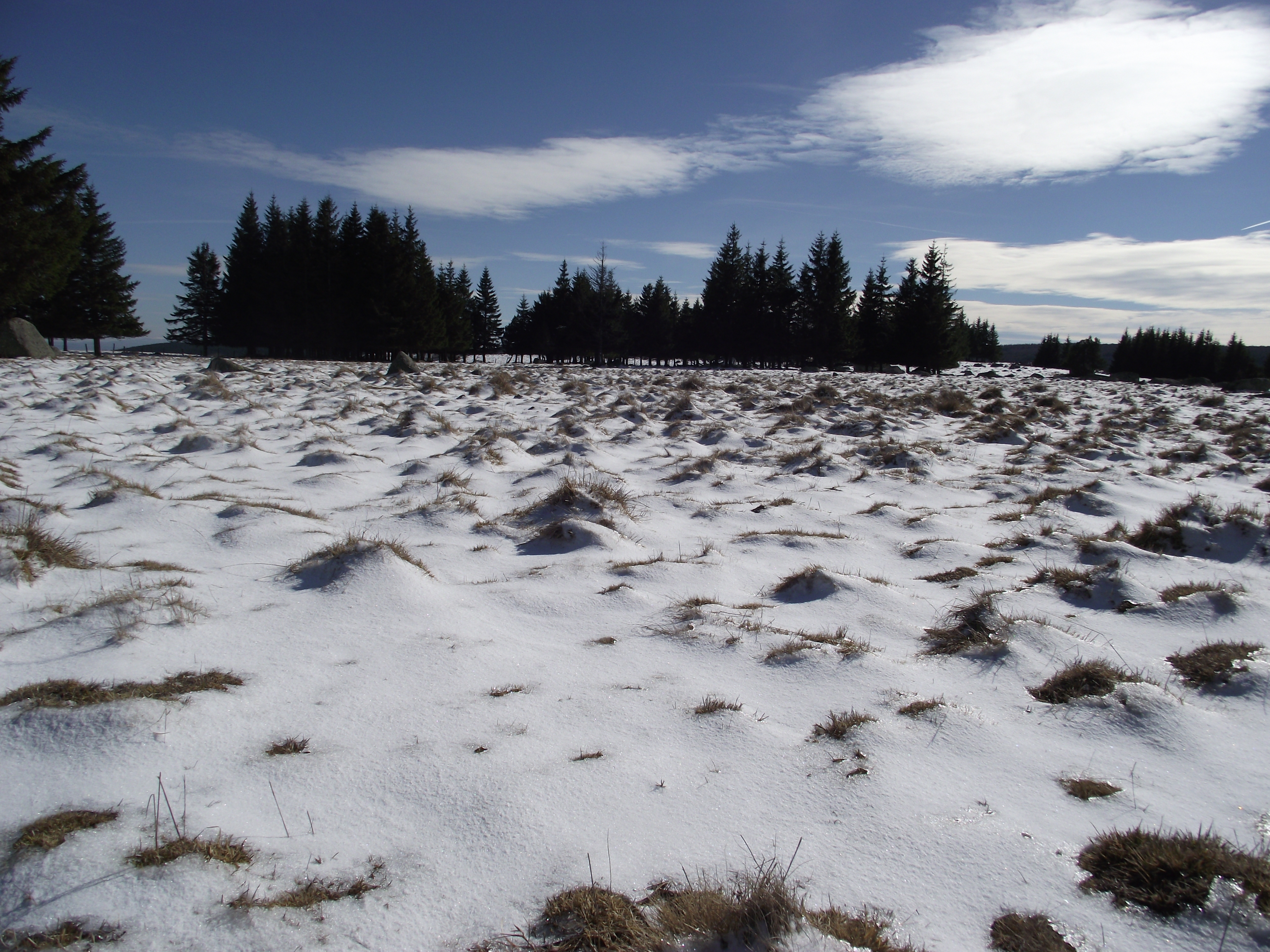
Champ de buttes gazonnées sur sol tourbeux à 1350 m d'altitude dans les monts d'Aubrac (Massif central)

Une butte gazonnée (syn. thufur, hummock) est un monticule de terre, souvent végétalisé, de la dimension d'une taupinière qui se forme sous l'action du gel dans certaines zones périglaciaires (montagnes, hautes latitudes), en contexte de pergélisol ou de gel saisonnier. Ces formes sont des sols structurés et s'apparentent à des réseaux non triés (nonsorted nets). Le processus de formation de ces buttes reste discuté (origine polygénique probable) mais on suppose qu'il est semblable à celui qui aboutit à la formation des sols polygonaux. La cause initiale est probablement associée à la création d'un réseau polygonal par cryodessiccation. Leur évolution serait liée à des mouvements de cryoturbation et de gonflement cryogénique différentiel dans des matériaux organiques (tourbe) ou limoneux.
On trouve des buttes gazonnées dans de nombreux pays nordiques (particulièrement en Islande, mais également en Scandinavie, au Canada, au Nunavik...) ainsi que dans certaines zones de montagne à des latitudes plus basses. On peut par exemple en trouver dans le Massif central dès 1 200 m d'altitude (voir photo).